# Samir Naqqash
Samir Naqqash (hebreiska: סמיר נקאש; arabiska: سمير النقاش), född 1938 i Bagdad, död 6 juli 2004 i Petah Tikva, Israel, var en irakisk-judisk romanförfattare, novellist och dramatiker. Han studerade arabisk litteratur vid Hebreiska universitetet i Jerusalem och räknas som en av de sista de sista – och kanske den mest betydelsefulla – judiska författarna som efter efter alija fortsatte att skriva på arabiska under hela sin karriär. Samir Naqqash mottog den israeliska premiärministerns pris för arabisk litteratur. Under sin livstid publicerade han fem novellsamlingar, fyra romaner och tre pjäser.

## Uppväxt
Samir Naqqash anlände till Israel som 13-åring år 1951, under den avslutande fasen av den massiva utvandringen av Iraks judar som påbörjades 1949. Han och hans familj tillhörde de tusentals som luftvägen fördes till Israel, men resan innebar ett dramatiskt skifte i livsvillkor. Familjen hade levt ett materiellt bekvämt liv i Bagdad, men deras tillgångar och egendom konfiskerades av den irakiska staten, vilket tvingade dem till ett liv i misär i Israels transitläger, de så kallade ma’abarot, dit många mizrahiska judar skickades vid ankomsten. Redan från början visade Naqqash en djup skepsis gentemot Israel, en hållning som med åren utvecklades i alltmer komplexa riktningar.
Efter faderns död, två år efter ankomsten till Israel, försökte Samir och hans bror ta sig till Libanon i hopp om att nå Storbritannien – ett av flera försök att undkomma det han uppfattade som ett historiskt trauma. Han företog även längre resor till länder med kopplingar till hans irakisk-judiska bakgrund, såsom Indien och Iran, men fann dem otillfredsställande. Trots sina försök att lämna Israel, däribland tankar på att skaffa ett slags “internationellt medborgarskap”, blev han kvar i landet.
I en intervju beskrev Samir Naqqash sitt sista ögonblick i Irak med stark känsla. När han och hans familj passerade floden Tigris, mindes han hur gatlyktornas ljus speglade sig i vattnet. ”Denna avskedsbild av Bagdad är levande och inristad i mitt minne än i dag”, sade han. ”All denna kärlek kommer aldrig att lämna mig.” Trots att han var ung vid tillfället, menade han att minnet förblev djupt rotat i hans hjärta.

## Karriär
Trots att Naqqash anlände Israel i unga tonåren, upplevde han aldrig att Israel blev hans sanna hemland, och insisterade att fortsätta skriva och publicera på arabiska livet ut. Naqqash hade svårigheter att nå ut till sina arabisktalande läsare, och förblev en relativt oläst författare inom Israel, då endast ett verk översatts till hebreiska under hans livstid.  Den egyptiske Nobelpristagaren i litteratur, Naguib Mahfouz, uttryckte stor respekt för Naqqash arbete.
Samir Naqqash fick ta emot kritik för att han vägrade byta ut sitt förnamn, som av många ansågs “för arabiskt”, men han stod fast vid att inte hebraisera det. Samir Naqqash beskrev sig ofta som ”en arab som tror på judendomen”. I dokumentärfilmen Glöm Bagdad (2002) berättade han att han inte ville flytta till Israel, men att han fördes dit med handbojor av den sionistiska organisationen Jewish Agency for Israel.[källa behövs] I samma dokumentär medverkar även Shimon Ballas, Sami Michael och Ella Shohat, som reflekterar över sina arabiska rötter och sitt kulturella arv. Naqqash betraktade sionismen som en rasistisk rörelse, fientlig mot mizrahi-judar (det vill säga judar med ursprung i Nordafrika eller Mellanöstern), och ansåg att Israel som en stat hade vänt ryggen åt de som inte tillhörde eller stödde det ”ashkenaziska etablissemanget”, det vill siga judar med europeiskt ursprung.